# 千葉県道302号館山富浦線
千葉県道302号館山富浦線（ちばけんどう302ごう たてやまとみうらせん）は、千葉県館山市と南房総市を結ぶ一般県道。

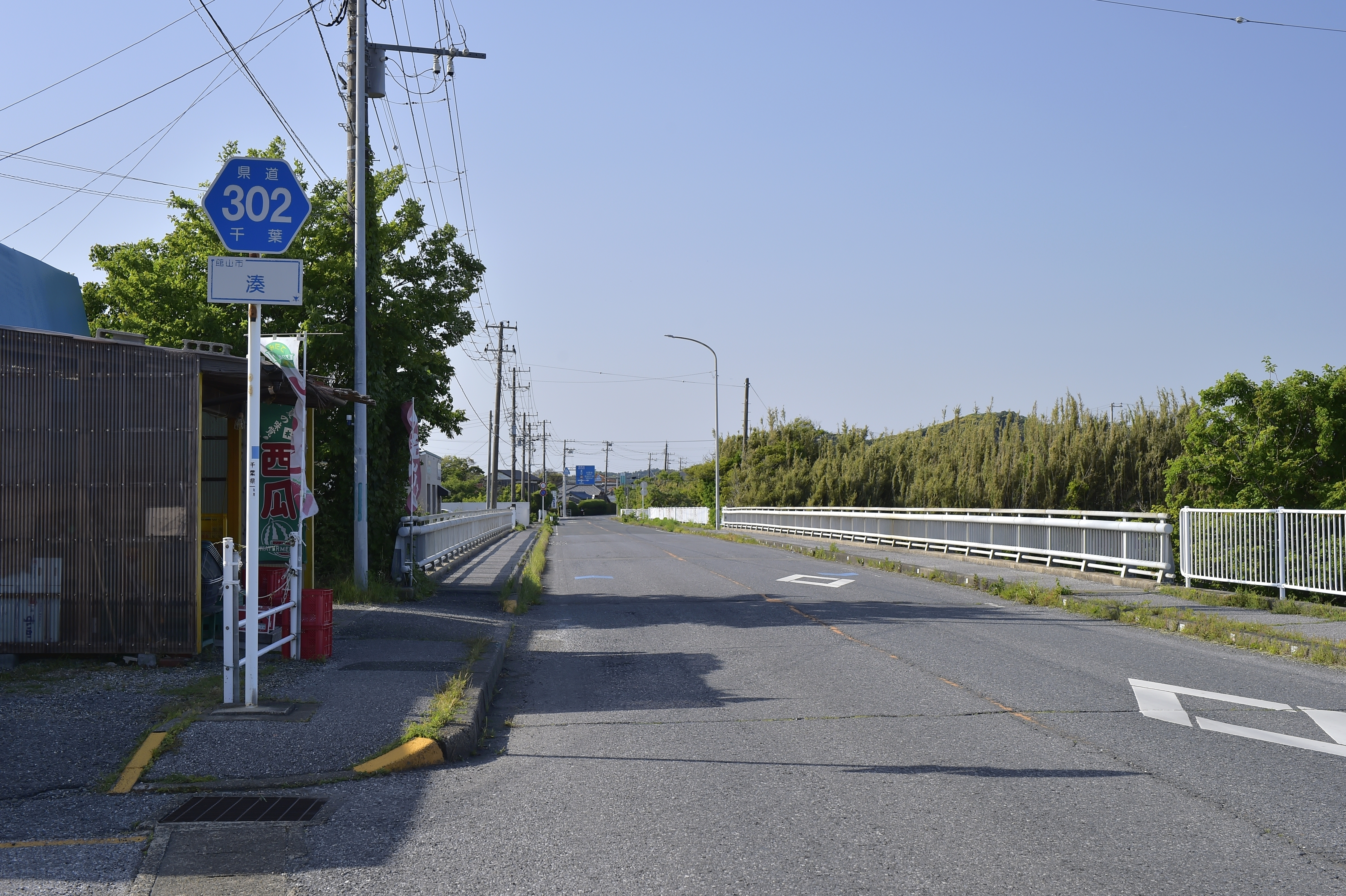
千葉県道302号館山富浦線
館山市湊（2023年5月）

## 概要
かつては当道路が国道127号であったが館山バイパスの開通により県道に格下げ、バイパスの旧道となっている。そのためバイパス沿いの大型店出店が相次ぎ、駅前商店街が空洞化してしまいシャッター通りと化しているために軽トラ市などの地域振興プロジェクトが進んでいる。

### 路線データ
- 起点：館山市北条 北条交差点（国道128号・国道410号接続、北緯34度59分35.5秒 東経139度51分47.3秒）
- 終点：南房総市富浦町多田良 多田良交差点（国道127号接続、北緯35度2分22秒 東経139度49分59.5秒）
- 総延長：7.008 km（安房土木事務所管内：7.008 km[1]）
- 重用延長：なし（安房土木事務所管内：0.0 km[1]）
- 実延長：7.008 km（安房土木事務所管内：7.008 km[1]）
- Google マップ

## 通称
- 内房なぎさライン

## 地理

### 通過する自治体
- 千葉県
  - 館山市
  - 南房総市

## 経路および交差・接続する道路・河川・鉄道路線
- 千葉県館山市

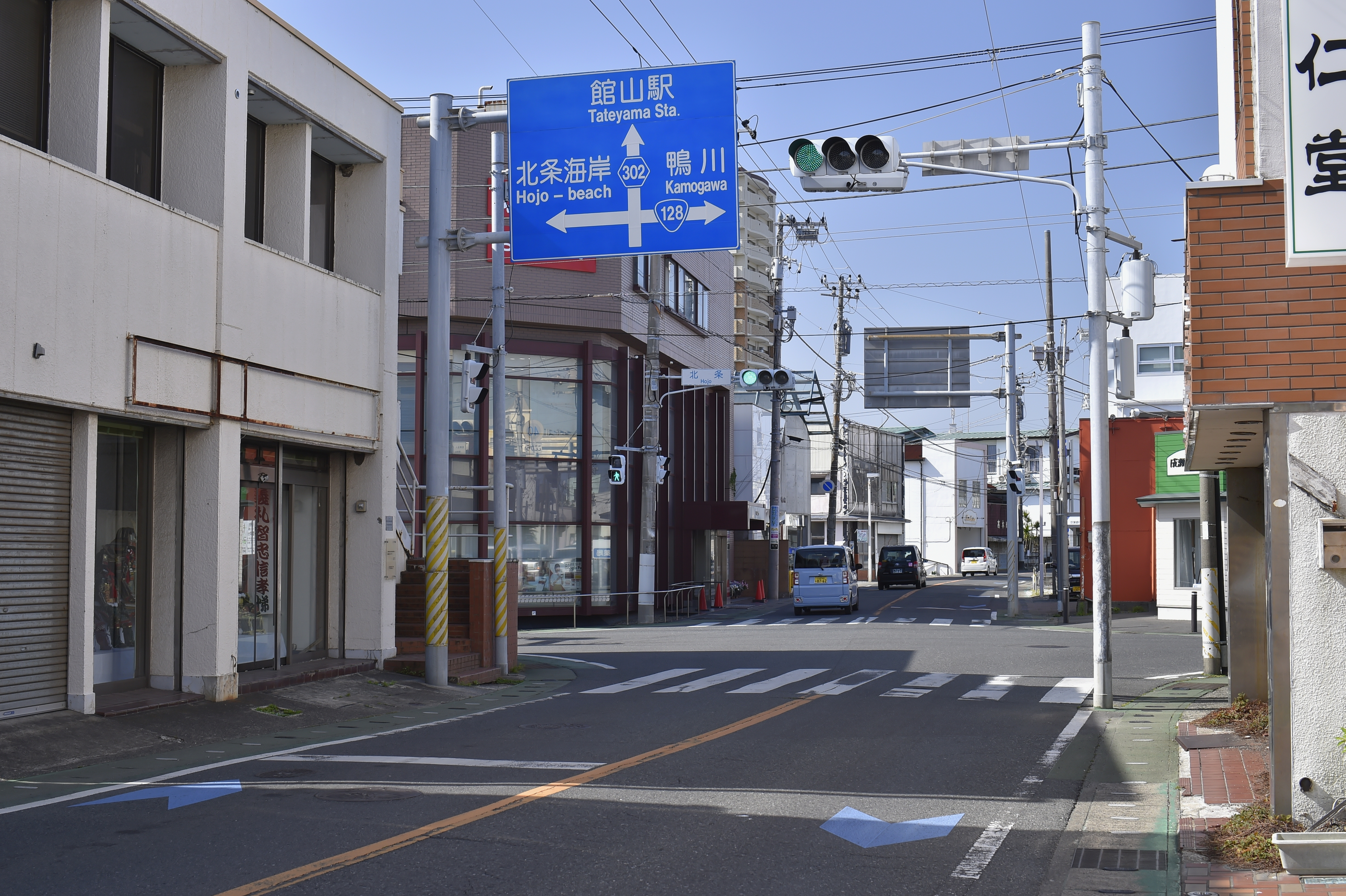
千葉県道302号の起点
北条交差点（2023年5月）

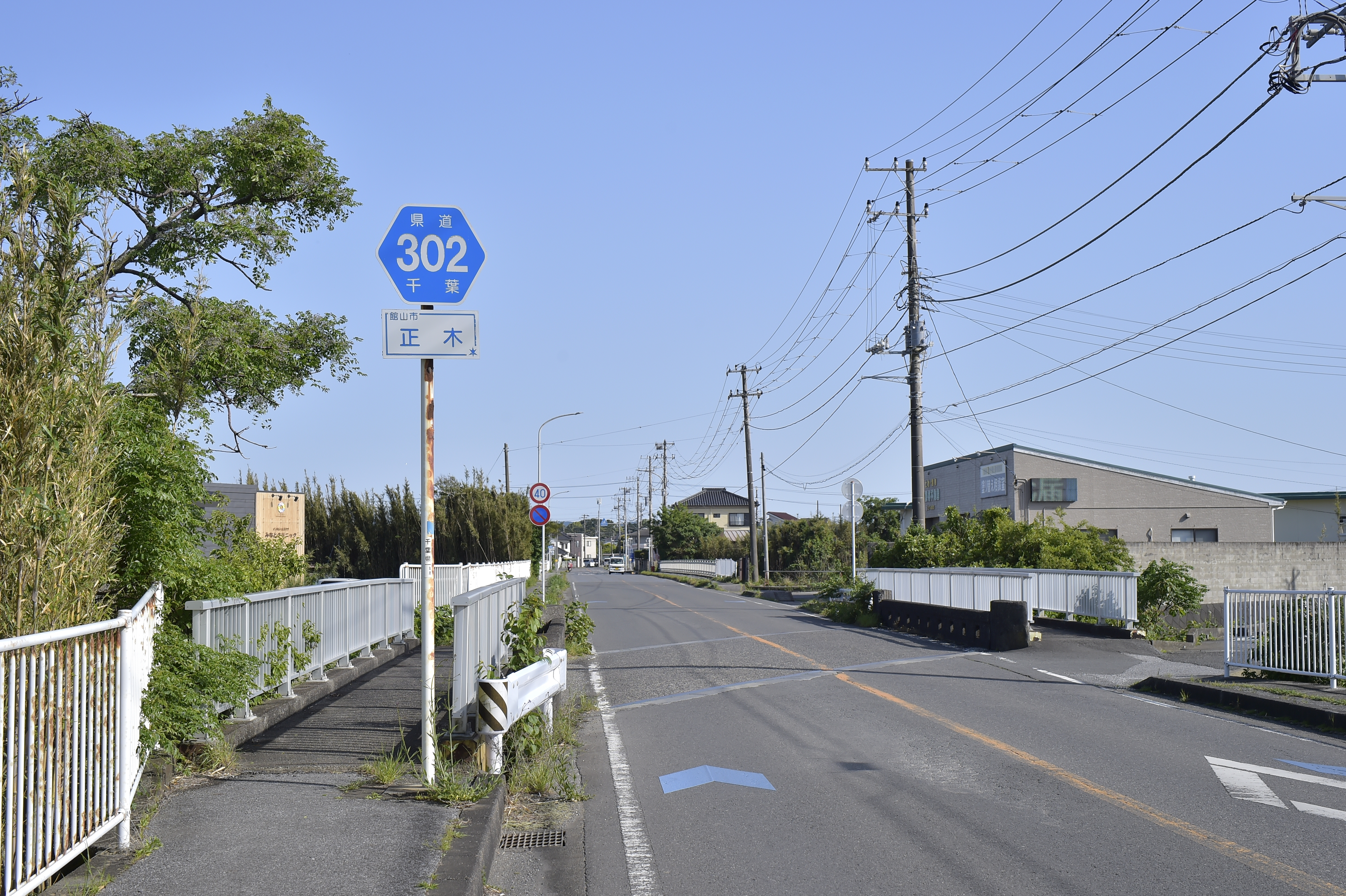
館山市正木（2023年5月）

  - 北条交差点（国道128号・国道410号）
  - 館山駅前交差点（千葉県道271号館山停車場線、北緯34度59分45.7秒 東経139度51分48.8秒）
  - 湊橋（平久里川、北緯35度0分41秒 東経139度51分47.6秒）
  - 館山市那古交差点（千葉県道296号和田丸山館山線、北緯35度1分26.3秒 東経139度51分33.9秒）
  - 立体交差（内房線、北緯35度1分36.9秒 東経139度51分10秒）
  - 那古船形駅前交差点（千葉県道185号犬掛館山線、北緯35度1分36.6秒 東経139度51分4秒）
  - 船形漁港交差点（千葉県道249号船形港線、北緯35度1分35.7秒 東経139度50分37秒）
- 千葉県南房総市富浦町
  - 多田良交差点（国道127号）

### 沿線
- 館山駅
- 那古寺（那古観音）
- 那古船形駅
- 黒潮温泉
- 西浜海水浴場
- 多田良海水浴場
- 大房岬